# Klen
Klen (600 m) – szczyt wznoszący się między miejscowościami Štítnik i Gočaltovo na Słowacji. W słowackiej regionalizacji zaliczany jest do Pogórza Rewuckiego (Revúcka vrchovina).
Klen jest całkowicie porośnięty lasem. W kierunku północnym sąsiaduje z wyższym szczytem Trojštít (676 m), w południowo-wschodnim jego grzbiet kończy się wzniesieniem Haj (442 m). Stoki wschodnie szczytu Klen opadają do doliny rzeki Štítnik, w zachodnie wcina się jeden z dopływów Gočaltovskiego potoku (Gočaltovský potok).